# ヨアン・デュラン
- ジョアン・デュラン
- ヨアン・ドゥラン

ヨアン・マニュエル・デュラン（Jhoan Manuel Durán, 1998年1月8日 - ）は、ドミニカ共和国バルベルデ州エスペランザ出身のプロ野球選手（投手）。右投右打。MLBのフィラデルフィア・フィリーズ所属。

## 経歴

### プロ入りとダイヤモンドバックス傘下時代
2014年12月にインターナショナル・フリーエージェントでアリゾナ・ダイヤモンドバックスと契約してプロ入り。
2015年に傘下のルーキー級ドミニカン・サマーリーグ・ダイヤモンドバックスでプロデビューした。
2016年はルーキー級アリゾナリーグ・ダイヤモンドバックスとルーキー級ミズーラ・オスプレイでプレーした。
2017年はルーキー級アリゾナリーグで開幕を迎え、シーズン途中にA−級ヒルズボロ・ホップスへ昇格した。
2018年はA級ケーンカウンティ・クーガーズで開幕を迎えた。

### ツインズ時代
2018年7月27日にエドゥアルド・エスコバーとのトレードで、ガブリエル・マシエル、アーニー・デラトリニダードと共にミネソタ・ツインズへ移籍した。移籍後は傘下のA級シーダーラピッズ・カーネルズでプレーした。
2019年はA+級フォートマイヤーズ・ミラクルで開幕を迎え、シーズン途中にAA級ペンサコーラ・ブルーワフーズへ昇格した。オフにルール・ファイブ・ドラフトでの流出を防ぐために40人枠に登録された。
2020年は新型コロナウイルスの感染拡大の影響でマイナーリーグの試合が開催されず、公式戦への出場はなかった。
2021年はAAA級セントポール・セインツで開幕を迎えたが、6月20日に右肘を痛めて離脱し、この年の残りの試合は全休した。
2022年は開幕ロースター入りし、4月8日のシアトル・マリナーズ戦でメジャー初登板を果たした。その後もツインズ救援陣の一角としてシーズン57試合に登板し、2勝4敗8セーブ18ホールド、防御率1.86、WHIP0.98という好成績を記録した。

### フィリーズ時代
2025年7月30日にミック・エイベル、エドゥアルド・テイトとのトレードで、フィラデルフィア・フィリーズへ移籍した。

## 選手としての特徴
| 球種         | 割合 | 平均球速 | 平均球速 | 最高球速 | 最高球速 |
| 球種         | %    | mph      | km/h     | mph      | km/h     |
| ------------ | ---- | -------- | -------- | -------- | -------- |
| フォーシーム | 49.7 | 100.8    | 162.2    | 103.8    | 167      |
| カーブ       | 31.4 | 87.8     | 141.3    | 103.8    | 167      |
| スプリット   | 15.9 | 96.4     | 155.1    | 103.8    | 167      |
| スライダー   | 3.0  | 89.7     | 144.4    | 103.8    | 167      |

最速103.8mph（約167km/h）を計測するフォーシームと、平均でも140km/hを超えるパワーカーブで投球の8割ほどを占める。スプリットとシンカーを組み合わせた球種であるスプリンカーは、最速で100.8mph（約162.2km/h）を計測した。

## 詳細情報

### 年度別投手成績
| 年 度    | 球 団    | 登 板 | 先 発 | 完 投 | 完 封 | 無 四 球 | 勝 利 | 敗 戦 | セ 丨 ブ | ホ 丨 ル ド | 勝 率 | 打 者 | 投 球 回 | 被 安 打 | 被 本 塁 打 | 与 四 球 | 敬 遠 | 与 死 球 | 奪 三 振 | 暴 投 | ボ 丨 ク | 失 点 | 自 責 点 | 防 御 率 | W H I P |
| -------- | -------- | ----- | ----- | ----- | ----- | -------- | ----- | ----- | -------- | ----------- | ----- | ----- | -------- | -------- | ----------- | -------- | ----- | -------- | -------- | ----- | -------- | ----- | -------- | -------- | ------- |
| 2022     | MIN      | 57    | 0     | 0     | 0     | 0        | 2     | 4     | 8        | 18          | .333  | 266   | 67.2     | 50       | 6           | 16       | 3     | 4        | 89       | 6     | 0        | 15    | 14       | 1.86     | 0.98    |
| 2023     | MIN      | 59    | 0     | 0     | 0     | 0        | 3     | 6     | 27       | 1           | .333  | 255   | 62.1     | 46       | 6           | 25       | 5     | 4        | 84       | 8     | 0        | 25    | 17       | 2.45     | 1.14    |
| 2024     | MIN      | 58    | 0     | 0     | 0     | 0        | 6     | 9     | 23       | 7           | .400  | 228   | 54.1     | 48       | 4           | 15       | 2     | 6        | 66       | 1     | 1        | 30    | 22       | 3.64     | 1.16    |
| MLB：3年 | MLB：3年 | 174   | 0     | 0     | 0     | 0        | 11    | 19    | 58       | 26          | .367  | 749   | 184.1    | 144      | 16          | 56       | 10    | 14       | 239      | 15    | 1        | 70    | 53       | 2.59     | 1.08    |

- 2024年度シーズン終了時

### 年度別守備成績
| 年 度 | 球 団 | 投手（P） | 投手（P） | 投手（P） | 投手（P） | 投手（P） | 投手（P） |
| 年 度 | 球 団 | 試 合     | 刺 殺     | 補 殺     | 失 策     | 併 殺     | 守 備 率  |
| ----- | ----- | --------- | --------- | --------- | --------- | --------- | --------- |
| 2022  | MIN   | 57        | 1         | 5         | 1         | 1         | .857      |
| 2023  | MIN   | 59        | 2         | 10        | 0         | 0         | 1.000     |
| 2024  | MIN   | 58        | 8         | 11        | 1         | 0         | .950      |
| MLB   | MLB   | 174       | 11        | 26        | 2         | 1         | .949      |

- 2024年度シーズン終了時

### 表彰
- リリーバー・オブ・ザ・マンス：1回（2025年5月）

### 背番号
- 59（2022年 - ）